# Kris Twardek
Kris Twardek (ur. 8 marca 1997 w Toronto) – kanadyjski piłkarz czeskiego pochodzenia, występujący na pozycji pomocnika, reprezentant kraju. Od 2022 roku piłkarz Bohemian F.C.

## Życiorys

### Kariera klubowa
Junior West Carleton SC, Ottawa South United i od 2013 roku Millwall F.C. W 2016 roku został przesunięty do pierwszej drużyny Millwall. Z Millwall był dwukrotnie wypożyczany: do Braintree Town i Carlisle United. W lipcu 2018 roku na zasadzie wolnego transferu przeszedł do Sligo Rovers. W Premier Division zadebiutował 8 lipca w przegranym 1:2 spotkaniu z Bray Wanderers. W Sligo Rovers rozegrał łącznie 47 spotkań ligowych, po czym związał się kontraktem z Bohemian F.C. W październiku 2020 roku został piłkarzem Jagiellonii Białystok. W ekstraklasie zadebiutował 17 października w wygranym 2:1 meczu z Lechem Poznań. W najwyższej polskiej klasie rozgrywkowej rozegrał 15 spotkań, a po zakończeniu sezonu przeszedł do FK Senica. Po zakończeniu rundy jesiennej sezonu 2021/2022 wrócił do Bohemian F.C. W 2024 roku został piłkarzem Atlético Ottawa.

### Kariera reprezentacyjna
Do dziewiętnastego roku życia występował w młodzieżowych reprezentacjach Czech, w ramach których uczestniczył m.in. w eliminacjach do Mistrzostw Europy U-17 2014. W 2017 roku w reprezentacji Kanady U-20 wystąpił w mistrzostwach CONCACAF U-20, wystąpił także w reprezentacji U-23.
8 października 2017 roku zadebiutował w seniorskiej reprezentacji, uczestnicząc w przegranym 0:1 towarzyskim meczu z Salwadorem. Twardek w 84. minucie tamtego spotkania zmienił Raheema Edwardsa.

## Statystyki ligowe
| Sezon         | Klub                  | Liga                 | Mecze | Gole |
| ------------- | --------------------- | -------------------- | ----- | ---- |
| 2015/2016 (w) | Millwall F.C.         | League One           | 0     | 0    |
| 2016/2017 (j) | Millwall F.C.         | League One           | 0     | 0    |
| 2016/2017 (w) | Braintree Town F.C.   | National League      | 12    | 0    |
| 2017/2018     | Millwall F.C.         | Championship         | 2     | 0    |
| 2017/2018 (w) | Carlisle United F.C.  | League Two           | 12    | 0    |
| 2018 (j)      | Sligo Rovers F.C.     | LOI Premier Division | 11    | 0    |
| 2019          | Sligo Rovers F.C.     | LOI Premier Division | 36    | 2    |
| 2020          | Bohemian F.C.         | LOI Premier Division | 13    | 1    |
| 2020/2021     | Jagiellonia Białystok | Ekstraklasa          | 15    | 0    |
| 2021/2022 (j) | FK Senica             | 1. liga              | 18    | 0    |
| 2022          | Bohemian F.C.         | LOI Premier Division | 29    | 1    |
| 2023          | Bohemian F.C.         | LOI Premier Division | 19    | 0    |